# 夏海慧
夏海慧（1981年5月28日—）是日本女性漫畫家。新潟縣五泉市出身。畢業於新潟縣立五泉高等學校和JAM日本動畫・漫畫專門學校。血型B型。

## 經歷
長期為「勇者鬥惡龍四格俱樂部」（ドラゴンクエスト4コマクラブ）投稿。
憑藉榮獲第3回史克威爾艾尼克斯漫畫大賞準大賞及審查員特別賞（荒川弘）。

## 主要作品
- 勇者鬥惡龍VIII 四格漫畫劇場
- （《月刊少年GANGAN》、全9卷）
- 海貓悲鳴時
  - Episode 1（《GANGAN POWERED》→《月刊GANGAN JOKER》、全4卷）
  - Episode 3（《月刊GANGAN JOKER》9月起連載、全5巻）
  - Episode 8（《月刊GANGAN JOKER》2012年1月起連載、全9卷）
- 寒蟬鳴泣之時令
  - 鬼熾篇（《GANGAN POWERED》2021年11月25日[1]—2022年8月25日、全2卷）
  - 星渡篇（《GANGAN POWERED》2023年6月20日—連載中、1卷）

## 外部連結
- Dog Star （页面存档备份，存于） – 夏海慧本人的部落格 （日語）
- WEB Comic （日語）